# Melanocorypha
Melanocorypha és un gènere d'ocells de la família dels alàudids (Alaudidae).

## Taxonomia
Segons la Classificació del Congrés Ornitològic Internacional (versió 10.2, 2020) aquest gènere està format per cinc espècies:
- Melanocorypha bimaculata - calàndria bimaculada.
- Melanocorypha calandra - calàndria comuna.
- Melanocorypha yeltoniensis - calàndria negra.
- Melanocorypha mongolica - calàndria de Mongòlia.
- Melanocorypha maxima - calàndria del Tibet.